# Phaulotettix eurycercus
Phaulotettix eurycercus es una especie de saltamontes de la subfamilia Melanoplinae, familia Acrididae. Esta especie se distribuye en Norteamérica (Estados Unidos y México).

## Biología
Phaulotettix eurycercus se distribuye en los estados de Nuevo México y Texas en los Estados Unidos, y en Coahuila, Nuevo León y Tamaulipas en México.
Phaulotettix eurycercus se ve con mayor frecuencia en las áreas de terreno pedregoso y accidentado en asociación con el matorral del desierto de Chihuahua o el matorral de espinas de Tamaulipas.